# عداد بندا
اداد باندا (به انگلیسی: Adad Banda) در پاکستان است که در مناطق قبیله‌ای فدرال واقع شده‌است.

## خصوصیات
اداد باندا ۱٬۴۶۸ متر بالاتر از سطح دریا واقع شده‌است.